# ويليام ألاباستر
ويليام ألاباستر (معروف أيضًا باسم ألابلاستر، أربلاستير) (27 فبراير 1567 - 28 أبريل 1640) شاعر إنجليزي من أصول لاتينية جديدة، وكاتب مسرحي وديني.
تحوّل ألاباستر إلى الديانة الكاثوليكية الرومانية في إسبانيا عندما كان في مهمة دبلوماسية كقسٍّ مُلحَق. أودت به معتقداته الدينية إلى السجن عدة مرات؛ ليتخلّى في النهاية عن الكاثوليكية، وقد أيدّه في ذلك الملك جيمس الأول. تلّقى عرضًا ليكون كاهن فخري في كاتدرائية القديس بولس في لندن، مع معاش في ثيرفيلد، هارتفوردشير. توفي في ليتل شلفرد، كامبريدجشير.

## سيرة حياته
وُلد ألاباستر في هادلي، سوفولك، والده هو روجر ألاباستر، ينحدر من عائلة تطهيرية من تجار الأقمشة استقرت هناك منذ مدة طويلة، أما والدته فهي بريدجيت وينثروب من غروتون، سوفولك. كان ألاباستر من طرف والدته، ابن عم أول لجون وينثروب، الحاكم المستقبلي لمستعمرة خليج ماساتشوستس.
وفقًا للأب جون جيرارد، وهو كاهن كاثوليكي روماني سري من جمعية اليسوعيين، خدم لفترة وجيزة كمرشدٍ روحي لدى رجل دين سابق، فإن ألاباستر «قد نشأ في كنف عالم اللاهوت جان كالفن».
تلقى ألاباستر تعليمه في مدرسة وستمنستر، وفي كلية الثالوث (ترينيتي) في كامبريدج منذ عام 1583. أصبح زميلًا في الكلية بعد ذلك، والتحق بجامعة أكسفورد في عام 1592.
أبحر ألاباستر مع روبرت ديفرو، إيرل إسيكس، في رحلةٍ استكشافية إلى قادس في إسبانيا، بوصفه قسيسًا مُلحَقًا تابع للاتحاد الأنجليكي في يونيو من عام 1596، وفي أثناء مرافقته لبعثة دبلوماسية لاحقة إلى إسبانيا، تحول ألاباستر من الأنجليكية إلى الكاثوليكية الرومانية. قُدّمت رواية عن تحوله ذاك في سونيته موجودة في نسخة مخطوطة من تأملاتٍ إلهية، كتبها السيد ألاباستر.
لكنّ لويز إيموجن غوني تقدّم رواية مختلفة عن تحول ألاباستر: بعد عودة ألاباستر من البعثة الدبلوماسية، رتب إيرل إسيكس لتعيينه نائبًا للاندولف في كورنوال. سعى ألاباستر خلف الأبرشية إذ كان مخطوبًا وسيتزوج لاحقًا، وبلغت قيمة المعاش 400 كرونة سنويًا، وحصل عليه لأول مرة في 8 سبتمبر من عام 1596.
وفقًا لغوني، جنّد السير ريتشارد توبكليف وغيره من (صيادي الكهنة)، ألاباستر ليلتقي مع كاهن يسوعي سري يُدعى توماس رايت ويقنعه بالتحول إلى الأنجليكية، وهو مؤلف، كتب من بين عديد من المجلدات الأخرى، كتاب ساميزدات بعنوان عواطف العقل. وبدلًا من ذلك، «أقنع رايت من خلال حججه القوية ألاباستر بصحة وحقيقية الدين الكاثوليكي». وبحسب غوني، فإن تاريخ تحوّل ألاباستر السري في الكنيسة الكاثوليكية غير القانونية والسرية في إنجلترا والذي جعل القس يتنازل طوعًا عن معاشه وخطوبته، مُثبت في مقدمة مذكرات ابن عمه، آدم وينثروب في 13 يوليو من عام 1597.
دافع ألاباستر عن عقيدته الجديدة في بيانٍ بعنوان «الدوافع السبعة»، ولا توجد نسخة باقية منه إلى اليوم.
بعد تحول ألاباستر وفي نحو عام 1597، كتب مأساته اللاتينية روكسانا التي أعطاها صموئيل جونسون فيما بعد عنوان «تراجيديا ضد كنيسة إنجلترا».
يبدو أن ألاباستر سُجن بسبب تغيير عقيدته في برج لندن وفي سجن ذا كلينك في عامي 1597 و1598. وفقًا للمؤرخ روبرت كارامان، في أثناء سجنه، قام ألاباستر بتعديل شكل السونيته، فحوّلها من شعرِ حب إلى شعرٍ مسيحي. كُتبت سونيته ألاباستر المؤلفة من 85 سلسلة -التي تصور بعض التجارب الروحية العميقة- بشكلٍ أساس «في عام 1597 في أثناء وجود ألاباستر في سجن ذا كلينك وهو بكامل وعيه (كما يقول هو نفسه) بإلهامٍ لم يألفه سابقًا». كان «الإلهام غير المعتاد» لشعر ألاباستر الديني، وفقًا لغاري بوشارد، هو شعر الساميزدات للكاهن اليسوعي روبرت ساوثويل الذي استشهد مؤخرًا.